# À la belle frégate
Pour plus de détails, voir Fiche technique et Distribution.
À la belle frégate est un film français réalisé par Albert Valentin, sorti en 1943.

## Synopsis
Yvonne (Michèle Alfa) est employée dans le café dont son père, ancien boxeur, est le patron. Elle est courtisée par deux marins, René (René Dary) et Jean (René Lefèvre).

## Fiche technique
- Titre : À la belle frégate
- Réalisation : Albert Valentin
- Scénario et dialogues : Charles Spaak
- Société de production : Regina Films (Paris)
- Musique : Arthur Hoérée
- Photographie : Victor Arménise
- Ingénieur du son : René Louge
- Montage : Jean Feyte
- Décors : René Renoux
- Pays d'origine :  France
- Format : Noir et blanc — 35 mm — 1,37:1 — Son : Mono
- Genre : Film dramatique
- Durée : 84 minutes
- Date de sortie : 1er avril 1943

## Distribution
- Michèle Alfa : Yvonne
- René Dary : René
- René Lefèvre : Jean
- Suzanne Dantès : Mme Juliette
- Julien Carette : Pierre
- Raymond Aimos : le muet
- Paul Azaïs : Félix
- Geneviève Beau
- Maurice Bringo
- Robert Chrisidès
- Léonce Corne : Eugène, le réceptionniste de l'hôtel
- Yves Deniaud  : le garçon du café
- Gabrielle Fontan  : la cartomancienne
- René Génin : le photographe
- Henri Nassiet : Victor
- Paul Ollivier
- Mila Parély : Jeanne
- Jean Rigaux
- Rivers Cadet
- Maurice Salabert
- Jean Samson
- Sylvette Saugé
- Madeleine Suffel